# Kanton Montreuil-1
Der Kanton Montreuil-1 ist seit 2015 ein französischer Wahlkreis für die Wahl des Départementrats in den Arrondissements Bobigny und Le Raincy, im Département Seine-Saint-Denis und in der Region Île-de-France. Sein Bureau centralisateur befindet sich in Montreuil. 

## Gemeinde
Der Kanton umfasst eine Stadt und einen Teil einer weiteren Stadt mit insgesamt 92.140 Einwohnern (Stand: 1. Januar 2022) auf einer Gesamtfläche von 9,43 km²:
| Gemeinde           | Einwohner 1. Januar 2022 | Fläche km² | Dichte Einw./km² | Code INSEE | Postleitzahl | Arrondissement |
| ------------------ | ------------------------ | ---------- | ---------------- | ---------- | ------------ | -------------- |
| Montreuil          | 46.193                   | 3,52       | 13.123           | 93048      | 93100        | Bobigny        |
| Rosny-sous-Bois    | 45.947                   | 5,91       | 7.774            | 93064      | 93110        | Le Raincy      |
| Kanton Montreuil-1 | 92.140                   | 9,43       | 9.771            | 9312       | –            | –              |

1. ↑   Nur der nördliche Teil der Gemeinde, der Rest gehört zum Kanton Montreuil-2.